# Садороб золоточубий
Садороб золоточубий (Amblyornis macgregoriae) — вид горобцеподібних птахів родини наметникових (Ptilonorhynchidae).

## Назва
Вид названо на честь генерал-губернатора Британської Нової Гвінеї Вільяма Макгрегора (1846—1919).

## Поширення
Ендемік Нової Гвінеї. Поширений у горах Кордильєра-Сентраль та на півострові Гуон. Мешкає тропічних гірських лісах з домінуванням Nothofagus  та у хмарному лісі.

## Опис
Птах невеликого розміру (26 см завдовжки, вагою 105—155 г) з пухнастим і масивним зовнішнім виглядом, округлою головою з коротким, конічним і тонким дзьобом з широкою основою, довгими великими крилами, хвостом середньої довжини, округлим на кінчику. Оперення коричневого кольору, світліше на грудях і животі і темніше на спині. У самців на голові є еректильний чубчик жовто-помаранчевого кольору. Дзьоб і ноги чорнуватого забарвлення, очі натомість коричнево-червонуваті.

## Спосіб життя
Поза репродуктивним сезоном можуть збиратися в невеликі змішані групи, тоді як у період спаровування вони ведуть самотній спосіб життя, а самці стають територіальними. Це тварини з всеїдною дієтою, яка включає фрукти та дрібних тварин.
Шлюбний сезон триває з вересня по лютий. Полігамний вид. Самці намагаються спаруватись із якомога більшою кількістю самиць і повністю не цікавляться потомством. З наближенням сезону розмноження самці ізолюються від зграй. Біля основи невеликого дерева самці будують з гілок великий намет, що може сягати 1 м в діаметрі. Від очищає ділянку навколо намету від сміття та рослин. Намет прикрашає різними яскравими предметами: ягодами, квітами, лишайниками, листям, кістами. До намету приваблює самиць своїм співом. Якщо з'являється самиця, самець зваблює самицю шлюбним танком, тремтінням свого пір'я та підносячи дзьобом яскраві предмети з намету. Спаровування відбувається в наметі. Після цього самиця вирушає будувати гніздо, а самець очікує на іншу самицю.
Самиця будує чашоподібне гніздо серед чагарників. У кладці одне яйце. Інкубація триває 20 днів. Пташеня вилітає з гнізда через три тижні, але залишається з матір'ю ще деякий час.

## Підвиди
- Amblyornis macgregoriae mayri Hartert, 1930 - гори Маоке в західній частині ареалу;
- Amblyornis macgregoriae macgregoriae de Vis, 1890 -  номінальний підвид, широко поширений у більшій частині ареалу, зайнятий видом;
- Amblyornis macgregoriae germanus Rothschild, 1910  — півострів Гуон.